# Площадь Спартака (Барнаул)
Площадь Спартака — одна из площадей Барнаула. Расположена историческом центре города, между улицей Пушкина и Красноармейским проспектом (Центральный район Барнаула). Выполняет функцию транспортной развязки — здесь находится конечная остановка городских и пригородных автобусных маршрутов.

## История
В первой половине XIX века на левом берегу Барнаульского пруда сложился историко-архитектурный ансамбль Демидовской площади — здания горного училища, горного госпиталя и богадельни для инвалидов сереброплавильного завода с церковью Дмитрия Ростовского. Территория, где сейчас находится площадь Спартака, располагалась на северной окраине Демидовской площади.
Здесь находились Мариинский детский приют, женская прогимназия и церковь Святого Дмитрия Ростовского (Барнаул), окруженные большим сквером.
После революции 1917 года церковь была закрыта, а в последующие годы здесь располагались «музей изящных искусств», киноклуб, магазины и другие организации. В бывшем Храме Дмитрия Ростовского разместился клуб промысловой кооперации. Сквер перед церковью был вырублен, а на его месте в 1954 году установлена хоккейная коробка для игр барнаульской команды промкооперации «Спартак», в честь которой и была названа площадь. Спортивные матчи здесь проводились до 1970-х годов, после чего на площади Спартака было решено сделать конечную остановку городского и пригородного транспорта. Здесь разместились кассы, диспетчерская и стоянка автобусов.

## Памятники архитектуры и истории

### Памятники федерального значения
- Церковь Дмитрия Ростовского (1833—1840), архитектор Я. Н. Попов — ул. Пушкина, 55а.

### Памятники краевого значения
- Мариинский приют для девочек (1896) — ул. Пушкина, 78.

### Прочие памятники
- Дом жилой (1926) — ул. Пушкина, 80.
- Место дома где жил и умер И. И. Ползунов (1753—1766) — ул. Пушкина, 78.